# 朴賢日
朴賢日 （朝鮮語: 박현일；英語: Pak Hyon-Il；1993年9月21日—），朝鮮職業足球運動員，入選過朝鮮國家奧運足球隊及朝鮮國家足球隊。現在效力於朝鮮足球聯賽球會鴨綠江體育團。

## 簡歷
他在2012年首次入選朝鮮國家足球隊，參與2013年東亞盃資格賽（第二輪），但沒有上陣，而朝鮮國家足球隊得失球差負給澳大利亞國家足球隊，不能成功獲得資格賽冠軍而取得決賽出線席位。之後，參加泰王盃賽事，並在對泰國國家足球隊射進一球，最後雙方互相打平比賽並共同奪得泰王盃季軍，但此比賽不獲國際足總承認為國際A級賽事
另外，他入選了朝鮮國家奧運足球隊參加2013年亞足聯U22錦標賽，但沒有上陣，而朝鮮國家奧運足球隊以一勝一和一負而未能晉級半準決賽。2015年，參加了2016年亞足聯U23錦標賽資格賽，在對菲律賓國家奧運足球隊先打入一球，並成功晉級。

## 國際賽進球
朝鮮
| # | 日期          | 場地             | 對手 | 進球 | 比數 | 比賽             |
| - | ------------- | ---------------- | ---- | ---- | ---- | ---------------- |
| 1 | 2015年8月2日  | 中國武漢         | 日本 | 2–1  | 2–1  | 2015年東亞盃     |
| 2 | 2019年7月19日 | 印度艾哈迈达巴德 |      | 0–1  | 0–1  | 2019年英雄洲際盃 |

朝鮮U-23
| # | 日期          | 場地     | 對手   | 進球 | 比數 | 比賽                        |
| - | ------------- | -------- | ------ | ---- | ---- | --------------------------- |
| 1 | 2015年3月27日 | 泰國曼谷 | 菲律賓 | 4–0  | 4–0  | 2016年亞足聯U23錦標賽資格賽 |

## 榮譽

### 球會
鴨綠江體育團
- 普天堡火炬獎運動會冠軍：2016年；
- 祖國解放戰爭勝利60周年紀念賽冠軍：2013年；

## 連接
- 朴賢日在 National-Football-Teams.com 上的出场纪录
- Hyon-Il Pak - Soccerway （页面存档备份，存于） （英文）
- Hyon-Il Pak - Player profile - transfermarkt.co.uk （页面存档备份，存于） （英文）